# Continuum (album)
Continuum is een (voorlopig) tweetal muziekalbums. De albums zijn opgenomen door Steven Wilson en Dirk Serries. Ze zijn verpakt in uiterst somberstemmende hoezen van Lasse Hoile.

## Continuum
Het eerste album is Continuum genoemd; men wist nog niet dat er een opvolger kwam. Het is opgenomen van januari tot juli 2004 en wordt lente 2005 uitgegeven. De opnamen zijn uitgebracht onder de pseudoniemen van beide heren: Bass Communion en vidnaObmana. De muziek bestaat uit minimal music in combinatie met ambient. Het bevat drie zeer uitgesponnen composities, waarbij er nauwelijks verschuiving plaatsvindt op gebied van toon, klankkleur. Melodie en maat zijn sowieso afwezig. De titels van de composities luiden eenvoudig 
- Construct I (19:54),
- Construct II (21:30) en
- Construct III (19:45).

De oplage was beperkt tot 1000 stuks; ze zijn inmiddels uitverkocht (illegale kopieën zijn inmiddels gesignaleerd).

## Continuum II
Het tweede album Continuum II verschijnt in oktober 2007.  Het album, nu uitgegeven onder de eigen namen, begint waar het vorig album eindigde. Echter binnen 5 minuten wordt de combinatie minimal music en ambient aangevuld met heavy metal, zodat het album neigt naar industrial metal. Er zit iets meer melodie in, maar het lijkt of de muziek losgemaakt moet worden van bijna gestold magma, zo stroperig klinkt het. Ritme ontbreekt nog steeds. In de laatste track zijn stemmen verwerkt, maar zij zingen zo te horen zonder tekst. Voor dit album geldt een oplage van 2000 stuks. Titels van de tracks:
- Construct IV (22:45),
- Construct V (17:28),
- Construct VI (18:31).